# Czarna (dopływ Leszczki)
Czarna – rzeka, lewy dopływ Leszczki o długości 23,83 km i powierzchni zlewni 157,32 km². 
Rzeka wypływa w okolicach wsi Czarna Wielka i kieruje się na północ. Przepływa następnie przez miejscowości: Czarna Średnia, Czarna Cerkiewna, Siemiony, Spieszyn, Puchały Stare, Holonki, Widźgowo, Klichy, Wojtki, i w miejscowości Torule wpada do Leszczki.